# Classe Pennsylvania (cuirassé)
Pour les autres classes de navires du même nom, voir Classe Pennsylvania.
La classe Pennsylvania est une classe de deux cuirassés construits pour l'US Navy durant la Première Guerre mondiale. L'Arizona est coulé lors de l'attaque de Pearl Harbor le 7 décembre 1941, et son sister-ship le Pennsylvania participera au conflit.

## Histoire
La classe Pennsylvania est la deuxième classe de super dreadnought lancée dans le cadre du programme d’armement de 1912, ils sont quasiment identiques à la classe Nevada mais sont un peu plus larges ce qui leur permet de n’avoir que des tourelles triples, équipés dans un premier temps de chaudières au mazout ce furent à l’entrée des États-Unis dans la Première Guerre mondiale les navires les plus modernes de US Navy mais ils joueront un rôle mineur, les États-Unis préférant envoyer des cuirassés marchant au charbon à cause d'un manque de pétrole, après une croisière en France et en Turquie, en 1919 les 2 navires vont être transférés à la Pacific fleet  et sont modernisés dans les années 1920. Ils vont notamment recevoir en 1925 une catapulte de 1929 à 1931 l'USS Pennsylvania à Philadelphie et USS Arizona à Norfolk vont subir de nombreux changements dont un changement de machines, un renforcement du blindage, une modification de l'artillerie secondaire et une modernisation des tourelles principales permettant une élévation jusqu'à 30°.
En 1940 ils sont transférés de la côte ouest des États-Unis à Hawaï à cause des tensions entre les États-Unis et l'empire du japon, les deux sont victimes de l’attaque de Pearl Harbor l'USS Pennsylvania reçoit une bombe de 250 kg tuant 32 marins il restera en réparation jusqu'en mars 1942, USS Arizona lui reçoit deux bombes de 800 kg qui rendent le navire irréparable et tuent 1 177 marins et font seulement 44 blessés sur 1 511 hommes d'équipage.

## Unités de la classe
| Nom              | Chantier                  | Quille          | Lancement    | Mise en service | Destin                                                                 |
| ---------------- | ------------------------- | --------------- | ------------ | --------------- | ---------------------------------------------------------------------- |
| USS Pennsylvania | Newport News Shipbuilding | 27 octobre 1913 | 16 mars 1915 | 12 juin 1916    | Coulé comme navire cible en février 1946 durant l'opération Crossroads |
| USS Arizona      | New York Navy Yard        | 16 mars 1914    | 19 juin 1915 | 17 octobre 1916 | Coulé le 7 décembre 1941 lors de l'attaque de Pearl Harbor             |